# Арчеров клатрус
Арчеровият клатрус, известен още като пръстите на дявола или гъба октопод (Clathrus archeri), е вид базидиева гъба от семейство Phallaceae.

## Разпространение и местообитание
Този вид произлиза от Австралия и случайно е бил внесен в Северна Америка, Азия и Европа в края на 1800 г., чрез чувал с вълна.
Среща се от юни до септември в широколистни и по-рядко в иглолистни гори, а понякога и по влажни ливади.

## Описание
Младата гъба избива от суберумпентното яйце, като се оформя в четири до седем продълговати тънки „пипала“, първоначално изправени и прикрепени в горната част. След това „пипалата“ се разгъват, за да се разкрие розово-червен интериор, покрит с тъмно маслинено спорово съдържание на спороносещата вътрешна маса. При достигната зрялост мирише на гнила плът. Наскоро е съобщено за C. archeri var. alba с бели пипала в горите Шола в Западни Гхати, Индия.